# Valeria (Iowa)
Valeria és una població dels Estats Units a l'estat d'Iowa. Segons el cens del 2000 tenia 62 habitants.

## Demografia
Segons el cens del 2000, Valeria tenia 62 habitants, 24 habitatges, i 19 famílies. La densitat de població era de 598,5 habitants/km².
Dels 24 habitatges en un 33,3% hi vivien nens de menys de 18 anys, en un 66,7% hi vivien parelles casades, en un 0% dones solteres, i en un 20,8% no eren unitats familiars. En el 16,7% dels habitatges hi vivien persones soles el 4,2% de les quals corresponia a persones de 65 anys o més que vivien soles. El nombre mitjà de persones vivint en cada habitatge era de 2,58 i el nombre mitjà de persones que vivien en cada família era de 2,95.
Per edats la població es repartia de la següent manera: un 25,8% tenia menys de 18 anys, un 3,2% entre 18 i 24, un 37,1% entre 25 i 44, un 29% de 45 a 60 i un 4,8% 65 anys o més.
L'edat mediana era de 37 anys. Per cada 100 dones de 18 o més anys hi havia 109,1 homes.
La renda mediana per habitatge era de 35.938 $ i la renda mediana per família de 43.750 $. Els homes tenien una renda mediana de 30.625 $ mentre que les dones 23.333 $. La renda per capita de la població era de 18.365 $. Cap de les famílies i l'1,7% de la població estaven per davall del llindar de pobresa.

## Poblacions més properes
El següent diagrama mostra les poblacions més properes.